# Masanaga Kageyama
Pour les articles homonymes, voir Kageyama.
Masanaga Kageyama (影山 雅永, Kageyama Masanaga) est un footballeur japonais né le 23 mai 1967 à Iwaki, dans la préfecture de Fukushima au Japon.